# The Fighting American
The Fighting American er en amerikansk stumfilm fra 1924 af Tom Forman.

## Medvirkende
- Pat O'Malley som Bill Pendleton
- Mary Astor som Mary O'Mallory
- Raymond Hatton som Denny Daynes og Po-Hsing-Chien
- Warner Oland som Fu Shing
- Taylor Carroll som W.F. Pendleton
- Clarence Geldart som William A. Pendleton
- Alfred Fisher som Mr. O'Mallory
- Jack Byron som Alfred Rutland
- James Wang som Lee Yong
- Emmett King
- Jane Starr som Lizzie
- Frank Kingsley som Harry March
- Ed Brady